# Un idolo nel pallone
Un idolo nel pallone (Coache-moi si tu peux) è una serie animata francese del 2020 prodotta da Xilam e trasmessa in Francia su Okoo e in TV su France 4 dal 19 febbraio 2020 e in Italia su K2 dal 2 dicembre 2019.

## Trama
Un ragazzino che sogna di diventare un calciatore, Danel Sissou, possiede un pallone da calcio molto particolare: quest'ultimo è Erico Platana, un calciatore trasformato in un pallone da calcio da un mago squilibrato a causa della sua cattiveria.

## Episodi
| N° | Titolo originale                   | Titolo Italiano             | Prima TV Italia  |
| -- | ---------------------------------- | --------------------------- | ---------------- |
| 1  | L’Engagement                       | Il pallone magico           | 2 dicembre 2019  |
| 2  | Le Ballon Magique                  | Il Bambino Lupo             | 3 dicembre 2019  |
| 3  | Mon Ex-Joueur Préféré              | Il sostituto di Erico       | 4 dicembre 2019  |
| 4  | La Rivale                          | La rivale                   | 5 dicembre 2019  |
| 5  | Canyon                             | Il migliorallenatore        | 9 dicembre 2019  |
| 6  | La Tasse Brisée                    | A ciascuno il suo Daniel    | 10 dicembre 2019 |
| 7  | Chacun Son Daniel                  | Palloni sgonfi              | 11 dicembre 2019 |
| 8  | Le Dégonfleur                      | Il Natale di Platana        | 12 dicembre 2019 |
| 9  | Le Noël de Platana                 | Il signor Pallone           | 16 dicembre 2019 |
| 10 | Monsieur Ballon                    | Il segreto di Daniel        | 17 dicembre 2019 |
| 11 | Le Secret de Daniel                | Tacchetti di gloria         | 18 dicembre 2019 |
| 12 | Les Crampons de la Gloire          | Una mamma del Bandito       | 19 dicembre 2019 |
| 13 | Mon Coach, Ma Maman                | Più tempo con mamma         | 23 dicembre 2019 |
| 14 | Le Bandit à sa Maman               | La bugia                    | 23 luglio 2021   |
| 15 | La Main                            | La sicurezza prima di tutto | 6 aprile 2020    |
| 16 | En Toute Sécurité                  | Il pallone parlante         | 7 aprile 2020    |
| 17 | Ni Repris Ni Échangé               | Attimi di gloria            | 8 aprile 2020    |
| 18 | Oopsie                             | Allenamento segreto         | 9 aprile 2020    |
| 19 | À Deux Doigts de la Victoire       | Il segreto dei monaci       | 13 aprile 2020   |
| 20 | Les Peu Bons                       | Il millesimo goal           | 14 aprile 2020   |
| 21 | L’Octave Interdite                 | Bugie a ogni costo          | 15 aprile 2020   |
| 22 | Quelle Fête !                      | Erico e la sua bevanda      | 16 aprile 2020   |
| 23 | La Petite Entreprise               | La gratitudine              | 20 aprile 2020   |
| 24 | Merci Qui ?                        | Abuelita                    | 21 aprile 2020   |
| 25 | Daniel La Terreur                  | Infortunio d'autore         | 22 aprile 2020   |
| 26 | Abuelita                           | A cena con il nemico        | 23 aprile 2020   |
| 27 | Même Pas Mal                       |                             |                  |
| 28 | Pour Une Partie de Bon Chien-Chien |                             |                  |
| 29 | Un Pur Goût de Champion            |                             |                  |
| 30 | Football Sur Mesure                |                             |                  |
| 31 | La Dispute                         |                             |                  |
| 32 | Le Dîner de l’Étrange              |                             |                  |
| 33 | Mini Ballon Maxi Papa              |                             |                  |
| 34 | La Kermesse du Destin              |                             |                  |
| 35 | Un Carton Plein de Rêves           |                             |                  |
| 36 | Mauvais Cygne                      |                             |                  |
| 37 | Famille de Rechange                |                             |                  |
| 38 | L’Interview Vérité                 |                             |                  |
| 39 | Noisettes et Lapins                |                             |                  |
| 40 | Coco l’Écureuil                    |                             |                  |
| 41 | Baskets Maudites                   |                             |                  |
| 42 | Extrême Joie de Vivre              |                             |                  |
| 43 | Huit Mètres Carré d’Aventure       |                             |                  |
| 44 | La Guerre du Gymnase               |                             |                  |
| 45 | L’Imposteur du Cœur                |                             |                  |
| 46 | Erico, Mon Copain Robot            |                             |                  |
| 47 | L’Héritage Platana                 |                             |                  |
| 48 | La Statue Volée                    |                             |                  |
| 49 | L’Apprenti Broyeuse                |                             |                  |
| 50 | Noisettes de Luxe                  |                             |                  |
| 51 | Le Poids du Sifflet                |                             |                  |
| 52 | Graine de Champion                 |                             |                  |

## Personaggi e doppiatori
| Personaggio   | Doppiatore originale | Doppiatore Italiano |
| ------------- | -------------------- | ------------------- |
| Daniel Sissou | Kaycie Chase         | Antonella Baldini   |
| Erico Platana | Gilduin Tessier      | Massimo Bitossi     |
| Steven Sr.    | Benoit Dupac         | Alessio Cigliano    |
| Maya          | Camille Donda        | Tatiana Dessi       |
| Timea         | Claire Perot         | Giovanna Gesualdo   |
| Miel          | William Coryn        | Stefano Miceli      |
| Steven Jr.    | Jérémy Prevost       | Riccardo Ricobello  |
| Laurent       | Hervé Rey            | Francesco Falco     |